# Øsby
Øsby er en by i Sønderjylland med 454 indbyggere  (2025), beliggende 16 km nordøst for Hoptrup, 5 km vest for Årøsund og 10 km øst for Haderslev. Byen hører til Haderslev Kommune og ligger i Region Syddanmark.
Øsby hører til Øsby Sogn, og Øsby Kirke ligger i byen.

## Skole & børnehus
Starup-Øsby Skole & Børnehus har 469 elever, fordelt på 0.-6. klassetrin. Heraf går 79 elever i Øsby-afdelingen, som har 8 ansatte plus 3 i SFO'en.
Den oprindelige skole i en bindingsværksbygning med stråtag blev revet ned i 1880´erne og erstattet af en bygning, der omkring 1910 blev forlænget over mod kirken. Den rummede længe indskolingen og huser nu Børnehuset og skolens SFO. Skolen blev i 1960 udpeget til at være centralskole for det yderste af Haderslev Næs, så man byggede ”Øsby Folke- og Realskole”. Den fik også elever fra Grarup, Kvistrup, Hajstrup og Årøsund samt de ældste elever fra Årø, senere alle elever fra Årø, da skolen der blev lukket i midten af 1980'erne. Halk Skole blev nedlagt i 2008, og hovedparten af eleverne derfra kom til Øsby. Siden 1960'erne er der tilføjet bygninger til sløjd og administration, og den gamle skole blev moderniseret i 2000.
Endelig blev skolen i 2018 ombygget til Øsby Skole- og Børnehus, Haderslev Kommunes første integrerede skole-daginstitution. Den tidligere selvejende daginstitution Spirrevippen blev kommunal og rykkede ind i skolebygningen med 43 børn og 6 medarbejdere.

## Andre faciliteter
- Øsby Idrætsforening (ØIF) benytter Øsby Hallen og tilbyder gymnastik, motion, fodbold, badminton og håndbold. Desuden arrangerer foreningen bl.a. 3 dages "festuge" og høstfest.[4]
- Øsby Plejecenter er opført i 1955 og totalt renoveret i 1999. Det er i 3 etager og har 21 lejligheder, hvoraf de fleste er to-rums på 30-40 m².[5]
- Øsby har købmandsforretning.
- 2½ km syd for Øsby ligger Hyrup Forsamlingshus, der blev indviet i 1907 som det første samlingspunkt af den type på Haderslev Næs. Det blev placeret i landsbyen Hyrup fordi Halk Sogn og Vilstrup Sogn også havde del i det. Huset har en stor sal med scene og plads til 130 personer samt en lille sal med plads til 36 personer.[6]

## Historie

### Stationsbyen
Øsby havde station på Haderslev Amts Jernbaners strækning Haderslev-Årøsund (1903-1938). På det danske målebordsblad, som er tegnet efter nedlæggelsen af jernbanen, kan man se at stationsbyen havde mejeri, to kroer, bageri, postkontor, vandtårn, lægebolig og missionshuset Salem.

### Genforeningssten
Foran kirken står en sten til minde om Genforeningen i 1920. Den blev rejst i 1928 på 8-årsdagen for genforeningen.